# Harry Fox Agency
Harry Fox Agency (HFA) este un furnizor de gestionare a drepturilor și colector și distribuitor de taxe mecanice de licență în numele editorilor de muzică din Statele Unite ale Americii. HFA are peste 48.000 de clienți care publică muzică și emite cel mai mare număr de licențe pentru formate fizice și digitale din industria muzicală. A fost fondată în 1927 de către National Music Publishers Association. Agenția a fost vândută organizației SESAC în anul 2015, care a fost achiziționată de către The Blackstone Group în anul 2017.